# Kreneis
Krenëis (altgriechisch Κρηνηίς) oder Krenis (?; Κρηνίς) ist in der griechischen Mythologie eine Tochter des Nereus und der Okeanide Doris und somit eine der Nereiden.
Kreneis ist möglicherweise der Name einer Okeanide in der Theogonie des Hesiod. In der gleichartigen Aufzählung bei Homer fehlt ein vergleichbarer Name. Die Handschriften zu Hyginus Mythographus bieten Crenis, was für korrupt gehalten und vorschlagsweise zu Thetis korrigiert wurde.